# Dacre Castle
Dacre Castle er et beboelsestårn omkranset af voldgrav fra middelalderen, der ligger omkring 6 km sydvest for Penrith, Cumbria, England.
Det blev opført i midten af 1300-tallet, sandsynligvis af Margaret Multon pga. truslen for invasioner og plyndringstogter fra Skotland. Det var i Dacre-familiens eje indtil 1600-tallet.
Det er ca. 20 m højt og er opført af lokal sandsten med krenelering på toppen. Det blev renoveret i 1670'erne og 1960'erne efter perioder med forfald. I dag er det et privat hjem.
Det er en listed building af første grad.